# Grave Digger
Graver німецький хеві-метал гурт створений в 1980 році. Колектив є частиною німецької хеві/спід/павер-метал сцени, яка сформувалася на початку в середині 80-х.

## Історія гурту
Гурт був створений у 1980 році, у м. Гладбек, Німеччина. В першому складі гурту були гітарист і вокаліст Петер Массон, бас-гітарист Кріс Болтендаль і барабанщик Лутц Шмельцер. Через деякий час вокалістом став Болтендаль, голос якого став «візитівкою» гурту. Після декількох виступів на невеликих фестивалях, гурт записав дві композиції до збірки «Rock from Hell» у 1983 році. Через рік, гурт, у складі Кріс Болтендаль (вокал), Пітер Массон (гітара), Віллі Лакманн (бас-гітара) і Альберт Екардт (ударні),  випустив свій дебютний альбом Heavy Metal Breakdown.
У 1985 році, з Лакманном, який залишав гурт, вони записали другий альбом Witch Hunter. Лише після того як альбому був записаний, було знайдено нового бас-гітариста C.F. Brank. Після участі у декількох фестивалях, був тур з Helloween як спеціальними гостями, і, після цього, випуск третього альбому War Game в січні 1986 року. Для підтримки цього альбому був проведений тур з трьома хед-лайнерами – Grave Digger, Celtic Frost і Helloween. Після цього Пітера Массона замінив Уве Луліс. В 1987 році гурт змінив назву на Digger, під якою випустив альбом Stronger Than Over. Цей альбом не майже не мав нічого спільного з попередньою музикою Grave Digger. Це була спроба зацікавити фанів за допомогою року, такого як в Bon Jovi або Van Halen. Альбом провалився, оскільки не був прийнятий фанами. У результаті, наприкінці 1987 року, Болтендаль заявив про розпад гурту.
У 1991 році гурт був частково реформований. Болтендаль і Луліс, а також два нових учасники, бас-гітарист Томі Готтліх (екс-Asgard, Rebellion) і барабанщик Йорг Міхаель (екс-Rage, Running Wild), випустили новий альбом The Reaper. Цей альбом став поверненням до коренів Grave Digger. Цього ж року, був виданий альбом Best of the Eighties, до якого увійшли найкращі пісні з попередніх альбомів.
Альбом Symphony of Death вийшов у 1984 році. Тим часом, Grave Digger, з новим барабнщиком, Франком Ульріхом, гастролював по Німеччині, граючи на розігріві у Manowar. У 1995 році вийшов альбом Heart of Darkness, це був дуже темний альбом, з сильним впливом ранных робіт гурту Annihillator.
У 1996 році новим барабанщиком гурту став Штефан Арнольд. Цього ж року вийшов концептуальний альбом Tunes of War, який розповідає про історію Шотландії. Цей альбом був першою частиною трилогії Middle  Ages Trilogy, завершеної в 1999 році. Другий альбом, Knight of the Cross, з Єнсом Бекером на бас-гітарі, був виданий у 1997 році і розповідав про злет і падіння Ордену Тамплієрів.  Остання частина трилогії, вийшла у 1999 році, альбом Excalibur, розповідає про Короля Артура і лицарів круглого столу. Незабаром після цього пройшов світовий тур з клавішником Хансом-Петером Катценбургом, який пізніше став постійним учасником гурту.
У 2000 році, Grave Digger відзначили своє 20-річчя, з цієї нагоди вони дали концерт в Zeche в Бохумі. Гурт відіграв багато своїх найвідоміших пісень, а також менш відомих. Цей концерт також став визначальною главою в історії гурту - незадовго до нього Уве Луліс покинув гурт через особисті причини. Пізніше Луліс назвав свій новий гурт Rebellion
На зміну прийшов колишній гітарист Rage Манні Шмідт. З ним, і новим лейблом Nuclear Blast, у 2001 році вийшов новий альбом The Grave Digger. Твори Едгара Алана По були основою для текстів на альбомі. У 2002 році вийшов перший концертний альбом гурту Tunes of Wacken, а також перший DVD з виступу на фестивалі Wacken Open Air. Приблизно через рік з'явився новий концептуальний альбом Rheingold, який орієнтувався на оперу Кільце Нібелунга Ріхарда Вагнера
Після закінчення успішного туру на підтримку альбому Rheingold, гурт записав наступний альбом The Last Supper, разом з гуртами Symphorce і Wizard, який на відміну від попередніх не був концептуальним, незважаючи на декілька пісень про останні дні Ісуса Христа. Деякі журналісти описали альбом як найкращий, на ряду з Tunes of War і Heavy Metal Breakdown. Він був випущений 17 січня 2005 року. Менш ніж за місяць, гурт розпочав тур, разом з Stormhammer і Astral Doors, в м. Андернах,  на батьківщині Манні Шмідта.
У жовтні 2005 року був виданий DVD записаний під час туру Last Supper, на виступі в Сан-Паулу. Назва, 25 to Live, означала 25-річчя гурту
12 січня 2007 року вийшов наступний студійний альбом Liberty of Death, який присвячений терору, тиранам і боротьбі з ними. 17 січня 2007 року, в Ессені, розпочався спільний тур з гуртом Therion.
В середині серпня 2008 року, у студії Principal, гурт, разом з додатковим гітаристом Тіло Херманном (екс-Running Wild), давнім товаришем Шмідта,  розпочав запис тринадцятого студійного альбому Ballads of a Hangman. Це був перший альбом з двома гітаристами. Як розповідав Кріс, на створення концепції альбому його підштовхнула книга з віршиками про смерть, яку йому подарувала дружина.
У лютому 2009 року гурт покинув Тіло Херманн. Три концерти в Росії були зіграні вже з одним гітаристом. Влітку 2009 року був анонсований виступ на фестивалі Про Рок в Україні. але шоу так і не відбулося через відміну другого дня фестивалю. В жовтні 2009 року, через постійні незгоди з Болтендалем, гурт покинув Манні Шмідт. Давній друг гурту, гітарист гурту Domain.  Аксель Рітт, був взятий на зміну Шмідту, для виступу під час туру. 12 січня 2010 року він був представлений як повноцінний учасник гурту.
З середини травня по середину липня 2010 року, гурт записав свій новий альбом The Clans Will Rise Again, який вийшов у Європі 1 жовтня 2010 року. Альбом є продовженням Tunes of War, але, цього разу, не є концептуальним альбом, а просто роботою про Шотландію, її містику і людей. 11 вересня 2010 року, був випущений відео кліп "Highland Farewell", на четверту композицію з альбому. Цього ж року відбувся грандіозний концерт присвячений 30-річчю гурту на фестивалі Wacken Open Air. На сцені разом з гуртом виступили Van Canto, Хансі Кюрш і Доро.
У 2012 році вийшов новий альбом Clash of the Gods. У 2013 році гурту гастролював по Польщі і Росії, а також зіграв три концерти у Бразилії. Кріс Болтендаль заявив, що на даний момент проходить робота над піснями до нового альбому.
20 березня 2014 року гурт показав обкладинку свого нового студійного альбому під назвою Return of the Reaper, який був випущений 11 липня на лейблі Napalm Records.
В листопаді 2014 року клавішник Ханс Петер Катценбург покинув гурт, щоб зосередитися на інших проектах. Його замінив Марк Кнієп, який також буде виступати в ролі смерті (різника).

## Учасники

### Поточний склад
- Кріс Болтендаль – вокал (1980-до сьогодні); бас-гітара (1980-1983)
- Аксель рітт - гітара (2010–до сьогодні); на живих виступах (2009)
- Єнс Бекер – бас-гітара (1997 – до сьогодні)
- Штефан Арнольд – ударні (1996 – до сьогодні)
- Марк Кнієп - клавішні (2014 - до сьогодні)

### Колишні учасники
- Манні Шмідт – гітара (2000–2009)
- Тіло Херманн – гітара (2007–2009)
- Уве Луліс – гітара (1986–2000)
- Петер Массон – гітара (1980–1986)
- Томі Готтліх – бас-гітара (1991–1997)
- Мартін Герліцкі – бас-гітара (1983)
- Віллі Лакман – бас-гітара (1983–1984)
- René "T-Bone" Teichgräber – бас-гітара (1984)
- C.F. Frank – бас-гітара (1985–1987)
- Франк Ульріх – ударні (1994–1995)
- Йорг Міхаель – ударні (1993–1994)
- Лутц Шмельцер – ударні (1980)
- Philip Seibel – ударні (1981–1983)
- Albert Eckardt – ударні (1983–1987)
- Peter Breitenbach – ударні (1991–1993)
- Ханс-Петер "H.P." Катценбург – клавішні (1999—2014)

## Дискографія

### Студійні альбоми
| Рік  | Title                                  |
| ---- | -------------------------------------- |
| 1984 | Heavy Metal Breakdown                  |
| 1985 | Witch Hunter                           |
| 1986 | War Games                              |
| 1987 | Stronger Than Ever (under name Digger) |
| 1993 | The Reaper                             |
| 1995 | Heart of Darkness                      |
| 1996 | Tunes of War                           |
| 1998 | Knights of the Cross                   |
| 1999 | Excalibur                              |
| 2001 | The Grave Digger                       |
| 2003 | Rheingold                              |
| 2005 | The Last Supper                        |
| 2007 | Liberty or Death                       |
| 2009 | Ballads of a Hangman                   |
| 2010 | The Clans Will Rise Again              |
| 2012 | Clash of the Gods                      |
| 2014 | Return of the Reaper                   |
| 2015 | Exhumation - The Early Years           |

Healed by metal 2017

### Концертні альбоми
- Tunes of Wacken - Live (2002)
- 25 To Live (2005)
- The Clans Are Still Marching (2011)

### Збірки
- The Best Of The Eighties (1993)
- Die Definitiv Biografie (2002)
- The History - Part One (2002)
- Masterpieces - Best Of Album (2002)
- Lost Tunes from the Vault (2003)
- The Music Remains the Same: A Tribute to Led Zeppelin (2002)

### Міні-альбоми і мингли
- 1982 Grave Digger Demo (1982)
- Born Again Demo (1983)
- Shoot Her Down (1984)
- 1991 Grave Digger Demo (1991)
- For Promotion Only (1992)
- Symphony of Death (1994)[5][6][7]
- Rebellion (1996)
- The Dark Of The Sun (1997)
- The Battle Of Bannockburn (1998)
- The Round Table (Forever) (1999)
- Rheingold (2003)
- Yesterday (2006)
- Silent Revolution (2006)
- Pray (2008)
- Ballads Of A Hangman (2009)
- The Ballad Of Mary (2011)
- Home At Last (2012)

### Бокс-сет
- The Middle Ages Trilogy (2002)

### Музичні відео
- Circle Of Witches (1995)
- Rebellion (The Clans Are Marching) (1996)
- Dark Of The Sun (1997)
- Valhalla (2003)
- The Last Supper (2005)
- Pray (2008)
- Ballad Of A Hangman (2008)
- Highland Farewell (2010)
- Home At Last (2012)
- Zurück nach Haus (German Version Of Home At Last) (2012)
- Season Of The Witch (Lyric Video) (2014)
- Hell Funeral (2014)
- Heavy Metal Breakdown (2015)